# 松井孝治
松井 孝治（まつい こうじ、1960年（昭和35年）4月24日 - ）は、日本の政治家、経産官僚。京都市長（1期）。
国政では参議院議員（2期）、内閣官房副長官（鳩山由紀夫内閣）、参議院内閣委員長、民主党筆頭副幹事長、民主党総括副幹事長等を歴任。国政引退後は慶應義塾大学総合政策学部教授（統治機構論）を務めた。

## 来歴
京都府京都市中京区で生まれ、実家は京都の老舗旅館松井本館・ホテル松井で、経営者の次男である。京都市立日彰小学校、洛星中学校・高等学校、東京大学教養学部教養学科（国際関係論分科）を卒業する。大学在学中に国家公務員上級職試験を1位の成績で合格し、大学卒業後の1983年に通商産業省に入省する。同期に安藤久佳（経済産業事務次官、中小企業庁長官、商務情報政策局長、関東経済産業局長）、斎藤健（衆議院議員、経産大臣、法務大臣、農水大臣）らがいた。
1990年、ノースウェスタン大学ケロッグ経営大学院を修了し、経営学修士号を取得した。1994年から内閣官房へ出向して内閣副参事官を務め、羽田・村山・橋本の各内閣を支える。村山談話の起草や、橋本龍太郎首相が推進した「橋本行革」の発案にも携わった。その後一旦通商産業省に復帰して大臣官房総務課課長補佐を務め、アジア太平洋経済協力 (APEC) や日米半導体問題の実務責任者を務める。その後行政改革会議に通商産業省から出向。復帰後は青木昌彦の下で経済産業研究所の設立に関わった。2000年12月、通商産業省を退官。
2001年、第19回参議院議員通常選挙に民主党公認で京都府選挙区から出馬。民主党本部は、2期連続で京都府選挙区から当選していた笹野貞子元副代表の比例区への鞍替えを目論んでいたが、笹野側がこれに反発し、笹野、松井の両名が京都府選挙区から出馬する分裂選挙の様相を呈する。結局、松井が自由民主党現職の西田吉宏に次ぐ得票数2位で初当選し、笹野は得票数4位で落選した。
2003年3月から2006年まで、船井総合研究所非常勤監査役を務める。
2005年9月11日の第44回衆議院議員総選挙で民主党は議席を「177」から「113」に減らし、9月12日に党代表の岡田克也は引責辞任を表明。岡田の辞任に伴う9月17日の代表選挙で前原誠司の推薦人に名を連ねた。前原は菅直人をわずか2票の僅差で破り、代表に就任する。前原執行部では総合政策企画会議の事務局長を務め、政権構想の作成を担当した。同年、政策シンクタンク「公共政策プラットフォーム（プラトン）」の立ち上げに尽力した。
2006年6月、M&Aコンサルティング関連会社による私設秘書2名の給与の負担を政治資金収支報告書に記載していなかった事実を記者会見を開いて公表し、党及び国会の全ての役職を辞任した。ただし、私設秘書2人は実際に勤務実態を有しており、給与も秘書の口座に直接振り込まれていた。
2007年の第21回参議院議員通常選挙では、民主党への追い風に乗り、自由民主党の西田昌司（西田吉宏の息子）を上回る得票数で、京都府選挙区でトップ当選を果たした。同年9月、民主党「次の内閣」のネクスト内閣府担当大臣に就任すると、松本剛明民主党行政改革調査会長の下、事務局長も務める。2008年の国家公務員制度改革基本法案の審議に際しては、民主党による対案の作成及び同法案与野党修正協議の実務を担当するなど、修正合意の作成に尽力する（自由民主党側の実務担当者は林芳正参議院議員、宮澤洋一衆議院議員）。同法案は同年6月に成立した。
2009年、鳩山由紀夫内閣で内閣官房副長官に就任。鳩山由紀夫首相の所信表明演説、施政方針演説の執筆をはじめ、新しい公共円卓会議の設立、寄附所得控除制度の創設、各種閣僚委員会の設置や副大臣会議の運営に尽力した
。2010年6月、鳩山内閣総辞職により官房副長官を退任。同年10月、参議院内閣委員長に就任した。
2011年9月、野田佳彦執行部で新設された民主党総括副幹事長に就任。2012年1月から民主党筆頭副幹事長を務める。
2012年7月、次期参議院議員通常選挙に出馬せず、政界を引退する意向を表明した。政界引退後は、慶應義塾大学教授を務めた。
2023年10月に、2024年2月で任期を満了する京都市長門川大作の退任に伴う2024年京都市長選挙で、門川の実質的な後任候補として自民、立憲民主、公明の3党が相乗りで支援する方針で、出馬を検討している意向が明らかになった。2023年11月4日に無所属で立候補を表明した。2024年2月4日の選挙で16年ぶりの新人同士による選挙戦で当選し、2月25日に第27代京都市長に就任した。
※当日有権者数：1,138,567人 最終投票率：41.67%（前回比： 0.96pts）
| 候補者名   | 年齢 | 所属党派   | 新旧別 | 得票数    | 得票率 | 推薦・支持                                         |
| ---------- | ---- | ---------- | ------ | --------- | ------ | -------------------------------------------------- |
| 松井孝治   | 63   | 無所属     | 新     | 177,454票 | 37.92% | （推薦）自由民主党・公明党・立憲民主党・国民民主党 |
| 福山和人   | 62   | 無所属     | 新     | 161,203票 | 34.44% | （支援）日本共産党                                 |
| 村山祥栄   | 41   | 無所属     | 新     | 72,613票  | 15.52% |                                                    |
| 二之湯真士 | 44   | 無所属     | 新     | 54,430票  | 11.63% |                                                    |
| 高家悠     | 35   | 平安保守党 | 新     | 2,316票   | 0.49%  |                                                    |

## 活動
- 超党派のマニフェスト議員連盟で事務局次長を務め、2003年に公職選挙法改正によるマニフェスト頒布解禁に尽力した。
- 2008年、民主党違法有害サイト対策プロジェクトチーム副座長を務め、「青少年が安全に安心してインターネットを利用できる環境の整備等に関する法律」の策定及び与野党協議に参加した。同法案は同年6月に成立した。
- 2009年4月、消費者庁設置三法案の与野党修正協議において、内閣府への独立性の高い消費者委員会の設置等を盛り込んだ修正合意の成立に尽力した。
- 鳩山由紀夫総理大臣の所信表明演説に際し、演説原稿を担当した[11]。
- 2009年、前原誠司国土交通大臣に対し、観光庁長官に自身の高校時代の同級生である大分フットボールクラブ前社長の溝畑宏を推薦。前任者の退任を契機に、官僚色の一掃を目論む前原は松井の紹介により、溝畑を観光庁長官に任命した。
- 静岡空港建設反対の国会議員署名活動で署名者に加わっている[12]。

## 主張
- 「未来への責任、今を変える勇気。」をキャッチフレーズに、マニフェストに年金問題、天下り根絶、国の機関・組織や公務員のあり方の抜本的な見直し、地域社会振興等を掲げている[13]。
- 選択的夫婦別姓制度導入に賛成。「女性の社会参画への障害やコストを考えると、速やかに選択制度を取り入れるべきだ」と述べている[14]。
- 2003年、細野豪志、古川元久、松本剛明、大塚耕平、浅尾慶一郎と共に「1000万人移民受け入れ構想」を提唱した[15][16]。

## 趣味
- 居酒屋・喫茶めぐり、落語など伝統芸能・古典、音楽鑑賞[17]。

## 著作

### 共著
- 『総理の原稿 新しい政治の言葉を模索した266日』(岩波書店、2012年)　- 共著：平田オリザ